# Neuroleon (Neuroleon) festai
Neuroleon (Neuroleon) festai is een insect uit de familie van de mierenleeuwen (Myrmeleontidae), die tot de orde netvleugeligen (Neuroptera) behoort. 
Neuroleon (Neuroleon) festai is voor het eerst wetenschappelijk beschreven door Navás in 1932.